# Kit and Kay
Kit and Kay waren ein US-amerikanisches Old-Time- und Country-Duo aus Missouri.

## Leben

### Kindheit und Jugend
Die beiden Zwillinge Irene und Orlene Crouse wurden am 2. März 1920 im Saline County, Missouri, als Töchter der Farmer Calvin und Mae Crouse geboren. Zudem hatten die Crouse-Schwestern noch zwei ältere Schwestern, Anna und Margaret, sowie einen jüngeren Bruder, Willard. Als ihr Großvater starb, zog die Familie Crouse ins Harrison County, wo sie auf einer Farm nahe Cainsville lebte. Mit drei Jahren lernten die Zwillinge von ihren Tanten, Ukulele zu spielen und lernten später auch Banjo, Gitarre und Mandoline.

### Karriere
Als Kinder begannen die Crouses mit ihren älteren Schwestern auf Barn Dances und anderen lokalen Veranstaltungen zu spielen. 1935 erhielten die Schwestern eine Einladung von Earl May, dem Eigentümer von KMA in Shenandoah, Iowa, um regelmäßig im Programm seines Senders aufzutreten. Schnell entwickelte sich ihre Show zum Favoriten der Hörer und kurz danach wurde das Quartett in das Ensemble der KMA Country School, einer Live-Show, aufgenommen.
Ein Jahr später verließen Anna und Margaret die Gruppe, sodass Irene und Orlene Crouse zurückblieben. Die Zwillinge wechselten danach zu KFNF in Shenandoah, bevor sie 1937 nach Saint Joseph zogen. Während sie bei KFNF auftraten, eröffnete der Sender KMBC ihnen die Chance auf einen Fünfjahresvertrag im Radio. Nach kurzem Zögern willigten die Schwestern ein und zogen nach Kansas City, wo sie nun unter dem Namen „Kit and Kay“ auftraten. Der Name wurde von einem Fan vorgeschlagen, als KMBC verlangte, einen einfacheren Bühnennamen als „The Crouse Sisters“ zu wählen.
Neben ihrer frühen morgendlichen Show auf KMBC waren Kit und Kay zwei der ersten Künstler, die im neuaufgestellten Brush Creek Follies aus dem Ivanhoe Temple auftraten. 1938 wurde dort live im Radio ihr 18. Geburtstag zelebriert. In den nächsten Jahren stiegen die Brush Creek Follies zu einer der erfolgreichsten Live-Shows in den USA auf, wodurch Kits und Kays Popularität enorm gesteigert wurde. Obwohl sie ihren Gesang nur mit Gitarre und Mandoline begleiteten und weiterhin die traditionelle Musik der ländlichen Bevölkerung spielten, waren sie sehr beliebt. Zu dieser Zeit wurde aus der Old-Time Music die Country-Musik, in der sich neue Formen wie Honky Tonk entwickelten, die mit elektrisch verstärkten Instrumenten gespielt wurden. Kit und Kay gingen jedoch nicht mit dem Trend, sondern verhafteten an der Old-Time Music.
Neben ihren Radioauftritten wurden sie auch, häufig mit ihrem Freund und KMBC-Musiker Colorado Pete, für Konzerte im ganzen Mittleren Westen gebucht. Auf ihren Tourneen spielten sie oft mit den Oklahoma Wranglers, die später als Willis Brothers Karriere machen sollten. Colorado Pete übernahm für die Zwillinge auch den Job des „Chauffeurs“, da er sich und die beiden Schwestern zu den Auftritten fuhr.

### Rückzug
1942 entschlossen Kit und Kay sich, aus der Musikszene zu gehen. Beide hatten geheiratet und gründeten nun eine Familie. Kit starb im Mai 2005, während Kay heute in Kanas City wohnt und eine von zwei letzten Brush-Creek-Follies-Künstlern ist, die noch leben.